# National Institute for Medical Research

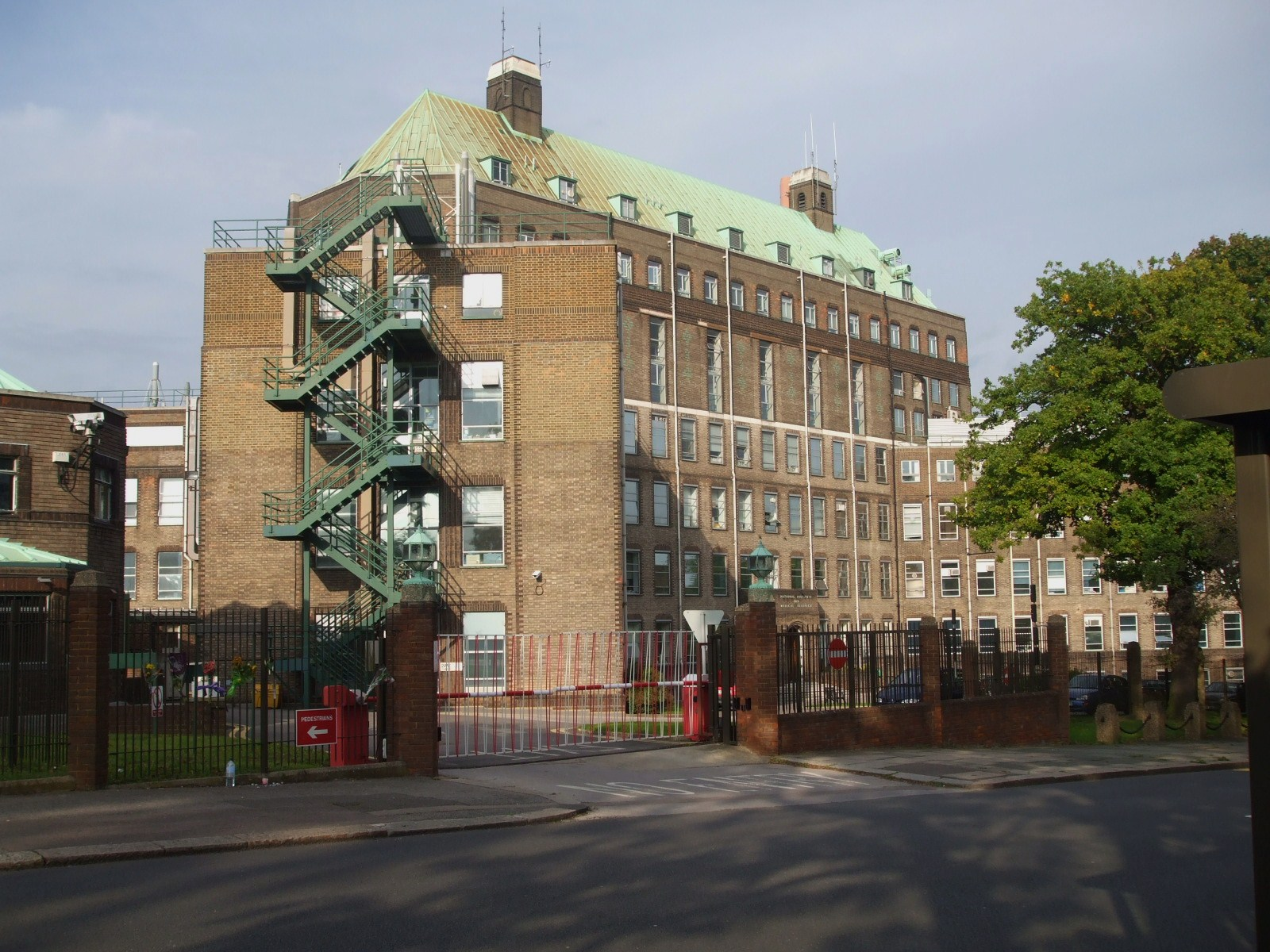
Inzwischen abgerissenes Hauptgebäude

Das National Institute for Medical Research (NIMR) war eine medizinische Forschungsinstitution in London und wurde 1913 durch den Medical Research Council gegründet.
Das Institut bot PhD-Programme in den Bereichen Genetik, Entwicklungsbiologie, Immunbiologie, Neurobiologie und Strukturbiologie an. 2015/2016 zog das NIMR von Mill Hill im London Borough of Barnet, wo es seit 1950 in einem von Ormrod Maxwell Ayrton entworfenen Gebäude angesiedelt war, um in das neu errichtete Francis Crick Institute, in das es dann eingegliedert wurde.